# Rob Koch
Rob Koch (Geldrop, 1935) is een Nederlander die als autotechnicus, sportmanager en ontwerper gewerkt heeft bij DAF en Volvo Car.

## Biografie
Koch studeerde in de tweede helft jaren 1950 aan de Auto Technische School, een HTS in Apeldoorn. In de jaren 1960 en 1970 was hij manager van de sportafdeling van DAF en in de jaren 1980 en 1990 hoofdontwerper bij de Nederlandse tak van Volvo Car.

## DAF
Mede door een marketingfout hadden DAF-personenauto's en hun variomatic-aandrijving een suf imago gekregen. Om daar iets aan te doen zette de Eindhovense fabriek begin jaren zestig een rally- en race-afdeling op onder leiding van Rob Koch.
Met de types Daffofil, 33, 44, 55 en de experimentele 555 nam DAF tot In de jaren 1970 deel aan internationale rally's en races, waaronder de Marathon de la Route, de East African Safari Rally, de London-Sydney Marathon, de Rally van Monte Carlo en de Targa Florio. In de Formule 3 racete DAF op basis van chassis van Alexis (1965), Brabham (1966-1967) en Tecno (1967-1968). De Huron-DAF op basis van een Huron Le Mans-prototype werd in 1971-1972 ingezet in heuvelklims.
Tot de coureurs behoorden in de loop der jaren onder anderen Rob Slotemaker, Wim Luijbregts, Claude Laurent, Henk van Zalinge, Gijs van Lennep, Mike Beckwith en Jean-Louis Haxhe.
Met de overname van de personenautodivisie door Volvo in aantocht trok DAF zich in 1972 terug uit de sport en werd het fabrieksteam ontbonden. Achter de schermen begeleidde Koch met zijn voormalige team vanuit DAF nog geruime tijd privé-rijders in de rallysport. Zodoende was bijvoorbeeld Jan de Rooy in de rallycross actief met een DAF 555 voorzien van vierwielaandrijving.

## Volvo
Eind jaren 1970 startte de ontwikkeling van de Volvo 400-serie die de 300-serie moest opvolgen. Rob Koch leidde de Nederlandse ontwerpafdeling, die in Helmond gevestigd was. Tot Kochs ontwerpteam behoorden in de loop der jaren onder anderen John de Vries, Fedde Talsma, Peter van Kuilenburg, Bart van Lotringen, Cor Steenstra, Corien Pompe, Steve Harper en Peter Horbury.
Als eerste werd in 1986 op het Autosalon van Genève de Volvo 480 ES geïntroduceerd, waarvoor Koch bestempeld werd als "de man die Volvo elegantie gaf". Deze driedeurs-sportcoupé met een voor Volvo afwijkende, afgeronde wigvorm, voorzien van zogenoemde pop-up koplampen, donkere achterlichten geïntegreerd onder de glazen hatch en een dashboard geïnspireerd door de cockpit van een straaljager was tevens de eerste Volvo met voorwielaandrijving. Daarna kwamen de 440 en de 460, de hatchback en de sedan. Ondanks vergevorderde ontwikkelingstrajecten, inclusief de bouw van diverse rijdende prototypes, hebben de Volvo 480 cabriolet en Volvo 460 stationwagon het productiestadium niet bereikt.
De Volvo 400-serie werd in 1995 opgevolgd door de Volvo's S40 sedan en V40 stationwagon. Dit waren de laatste Volvo-modellen waaraan Koch gewerkt heeft. Nog hetzelfde jaar ging hij met vroegpensioen.
In de tweede helft van de jaren 1990 werden de Nederlandse ontwikkelingsactiviteiten van Volvo Car inclusief de ontwerpafdeling overgeplaatst naar het moederbedrijf in Göteborg, Zweden.